# Cleophea Pestalozzi-von Orelli

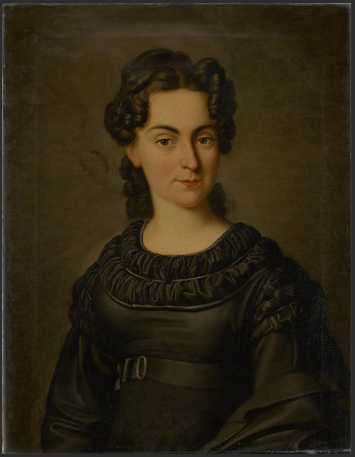
Porträt von Cleophea Pestalozzi von Alexander Speissegger (1777)

Cleophea Pestalozzi-von Orelli (* 1. September 1750 in Zürich; † 22. März 1820 ebenda; heimatberechtigt ebenda) war eine Schweizer Geschäftsfrau sowie Inhaberin eines Seidenhandels und eines Bankhauses aus dem Kanton Zürich.

## Leben
Cleophea Pestalozzi von Orelli war eine Tochter des Kaufmanns Hans Conrad von Orelli und Anna Lavater. Sie heiratete im Jahr 1776 Heinrich Escher vom Glas. Nach dessen Tod 1796 ging sie eine zweite Ehe mit Hans Jakob Pestalozzi ein, Sohn des Hans Jakob Pestalozzi und der Ester Jonquière. Als der zweite Ehemann 1802 kinderlos starb, hinterliess er seiner Witwe die Firma Pestalozzi im Thalhof, heute Eckhaus Talacker 35/Talstrasse 70.
Cleophea Pestalozzi leitete das in der Revolutionszeit in Schwierigkeiten geratene Seiden- und Bankgeschäft weiter und führte es zu neuem Erfolg. Als Geschäftsführer stand ihr Johannes Speerli aus Kilchberg zur Seite. Bereits 1802 gewährte sie ihrem Angestellten eine kleinere Kapitalbeteiligung. Im Jahr 1805 machte sie ihn zum Teilhaber. Er bekam einen Drittel des Geschäftsgewinnes. 
Pestalozzi und ihr neuer Partner änderten die Strategie. Sie stellten das unsichere Geschäft mit Frankreich ein und konzentrierten sich auf die Schweiz und Deutschland. Vor allem die durch eine neue Färbetechnik hergestellten geflammten Seidentücher fanden in Süddeutschland immer grösseren Absatz.
Im Jahr 1808 nahm Pestalozzi ihre beiden Neffen Hans Conrad von Orelli und Johann von Orelli als Teilhaber in die Firma auf. 1812 zog sich Cleophea Pestalozzi aus der Geschäftsleitung zurück, beliess jedoch ihr Kapital gegen einen Zins von vier Prozent in der Firma. Speerli und die Brüder von Orelli führten die Firma Pestalozzi im Thalhof gemeinsam weiter. 
In der Literatur wird Cleophea Pestalozzi als eine herausragende Geschäftsfrau gewürdigt, welche die wenig ertragreiche Firma zum Erfolg zurückgeführt habe. Für eine differenziertere Beurteilung ihrer unternehmerischen Tätigkeit fehlen jedoch Untersuchungen.